# Авианосцы типа «Колоссус»
Авианосцы типа «Колоссус» (англ. Colossus class) — серия британских лёгких авианосцев периода Второй мировой войны. Были созданы в качестве более дешёвого и быстрого в постройке дополнения к тяжёлым авианосцам и для ускорения вступления в строй строились по гражданским стандартам. С 1942 по 1946 были построены 10 авианосцев этого типа, что сделало их самой многочисленной серией авианосцев Великобритании. Несмотря на быстроту постройки, авианосцы типа «Колоссус» вступили в строй уже на завершающем периоде войны или после неё и их участие в боевых действиях было ограниченным. Часть из них также приняла участие в Корейской войне. Уже вскоре после окончания Второй мировой войны они начали сниматься с вооружения и последние авианосцы типа «Колоссус» были выведены из состава КВМС Великобритании в 1962 году. Авианосцы типа «Колоссус» активно продавались другим странам и стали наиболее распространённым типом авианосцев в истории. Последние два представителя этого типа были сняты с вооружения, соответственно, Аргентины и Бразилии только в 2004 и 2006 годах.

## Представители
| Название            | Судоверфь                   | Закладка        | Спуск на воду    | Вступление в строй | Судьба |
| ------------------- | --------------------------- | --------------- | ---------------- | ------------------ | --- |
| Колоссус Colossus   | «Виккерс-Армстронг», Тайн   | 1 июня 1942     | 30 сентября 1943 | 16 декабря 1944    | передан Франции в 1946—1951, пущен на слом в 1974                                                          |
| Вендженс Vengeance  | Swan Hunter                 | 16 ноября 1942  | 23 февраля 1944  | 15 января 1945     | в ВМС Австралии в 1953—1955, продан Бразилии в 1956, выведен из состава флота в 2001, пущен на слом в 2004 |
| Венерейбл Venerable | Cammell Laird               | 3 декабря 1942  | 30 декабря 1943  | 17 января 1945     | продан Нидерландам в 1948, продан Аргентине в 1968, пущен на слом в 2006                                   |
| Пайонир Pioneer     | «Виккерс-Армстронг», Бэрроу | 2 декабря 1942  | 20 мая 1944      | 8 февраля 1945     | достроен как вспомогательный авианосец, пущен на слом в 1954                                               |
| Глори Glory         | Stephen & Sons, Govan       | 27 августа 1942 | 27 ноября 1943   | 2 апреля 1945      | пущен на слом в 1961                                                                                       |
| Оушен Ocean         | Stephen & Sons, Глазго      | 8 ноября 1942   | 8 июля 1944      | 8 августа 1945     | пущен на слом в 1962                                                                                       |
| Персеус Perseus     | «Виккерс-Армстронг», Тайн   | 1 июня 1942     | 26 марта 1944    | 19 октября 1945    | достроен как вспомогательный авианосец, пущен на слом в 1962                                               |
| Тезеус Theseus      | Fairfield                   | 6 января 1943   | 6 июля 1944      | 9 февраля 1946     | пущен на слом в 1962                                                                                       |
| Уорриор Warrior     | Harland and Wolff, Белфаст  | 12 декабря 1942 | 20 мая 1944      | 14 марта 1946      | в ВМС Канады в 1946—1948, продан Аргентине в 1958, пущен на слом в 1971                                    |
| Триумф Triumph      | Hawthorn Leslie             | 27 января 1943  | 2 октября 1944   | 9 мая 1946         | плавучая мастерская с 1956, пущен на слом в 1981                                                           |

## Проектирование и конструкция
С началом Второй мировой войны выявилась большая ценность авианосцев и Британское Адмиралтейство захотело иметь их как можно больше и как можно скорее. Однако, новейшие авианосцы британского флота типа «Илластриес» были весьма дорогими и сложными в постройке. Возникла идея спроектировать максимально простой авианосец, который можно было бы строить большой серией и очень быстро. Так было положено начало проекту «Колоссус».
Проект был подготовлен в 1942 году и предусматривал создание авианосца со стандартным водоизмещением 13 200 тонн. Корпус корабля был облегчённым и проектировался по нормам гражданского судостроения. Система противоторпедной защиты не предусматривалась, но разделение на отсеки признавалось хорошим. Повышению живучести корабля способствовала эшелонная компоновка энергетической установки. Броневая защита практически отсутствовала, за исключением 10-миллиметровой брони погребов.
Полётная палуба авианосца отличалась достаточно крупными размерами и лишь немногим уступала «Илластриес» — 210,3×24,4 м. Для подъёма самолётов предназначались два лифта, размером 13,7×10,4 м и грузоподъёмностью 6,8 тонны. Ангар был одноярусным и имел значительные размеры — 135,6×15,85 м. При этом его высота — 5,33 м, превосходила таковую у «Илластриес».
Авиационно-техническое оборудование включало в себя одну гидравлическую катапульту типа BH-III и восемь аэрофинишёров. Последние рассчитывались на торможение самолёта массой 6,8 тонны, садящегося со скоростью 110 км/ч. Запас авиатоплива составлял 448 236 литров.
Зенитное вооружение по проекту включало шесть счетверённых 40-мм автоматов «Пом-пом» и 32 20-мм автомата «Эрликон» в спаренных и одноствольных установках. На практике зенитное вооружение различалось по комплектации на разных кораблях серии. Все авианосцы оснащались РЛС типа 79B и 281B. Авиационное вооружение в 1945 году включало в себя 39 самолётов — 18 торпедоносцев «Барракуда» и 21 истребитель «Корсар».
Всего в 1942 — 1943 годах было заложено 10 авианосцев типа «Колоссус», шесть из них успели войти в строй до окончания Второй мировой войны, ещё четыре были достроены в 1945 — 1946 годах.